# Esbon (Kansas)
Esbon – miasto w Stanach Zjednoczonych, w stanie Kansas, w hrabstwie Jewell.